# Megaleuctra stigmata
Megaleuctra stigmata is een steenvlieg uit de familie naaldsteenvliegen (Leuctridae). De wetenschappelijke naam van de soort is voor het eerst geldig gepubliceerd in 1900 door Banks.